# اودنوکلاسنیکی
اودنوکلاسنیکی (روسی: Однокла́ссники) شرکت نرم‌افزار روسی است، که در سال ۲۰۰۶ تأسیس شد.